# Nathalie Roussel
Ghislaine Roussel, nota come Nathalie (14 settembre 1956), è un'attrice francese.
Roussel è conosciuta per la sua interpretazione nei film del 1990, La Gloire de mon père e Le Château de ma mère. 

## Filmografia

### Cinema
- I violini del ballo (Les violons du bal), regia di Michel Drach (1974)
- Le cri du coeur, regia di Claude Lallemand (1974)
- L'affare della Sezione Speciale (Section spéciale), regia di Costa-Gavras (1975)
- Parlez-moi d'amour, regia di Michel Drach (1975)
- Les Givrés, regia di Alain Jaspard (1979)
- Guy de Maupassant, regia di Michel Drach (1982)
- La Gloire de mon père, regia di Yves Robert (1990)
- Le Château de ma mère, regia di Yves Robert (1990)
- Simple mortel, regia di Pierre Jolivet (1991)
- Mayrig, regia di Henri Verneuil (1991)
- Quella strada chiamata paradiso (588, Rue Paradis), regia di Henri Verneuil (1992)
- T'aime, regia di Patrick Sébastien (2000)
- Les Rois mages, regia di Didier Bourdon e Bernard Campan (2001)

### Televisione
- Banlieue Sud-Est – miniserie TV, 2 puntate (1977-1978)
- Mazarin – miniserie TV, 4 puntate (1978)
- Le Jeune homme vert – miniserie TV, 4 puntate (1979)
- La Pharisienne, regia di Gilbert Pineau – film TV (1980)
- Les Amours des années folles – serie TV, episodio 1x12 (1981)
- La Nonne sanglante, regia di Bernard Maigrot – film TV (1981)
- Julien Fontanes, magistrato (Julien Fontanes, magistrat) – serie TV, episodio 1x12 (1983)
- L'Or et le Papier – serie TV (1990)
- L'Affaire Seznec, regia di Yves Boisset – film TV (1993)
- Antoine Rives, le juge du terrorisme – serie TV, 6 episodi (1993)
- Meurtre en ut majeur, regia di Michel Boisrond – film TV (1993)
- Les Yeux d'Hélène – serie TV, 9 episodi (1994)
- 3000 Scénarios contre un virus – serie TV, episodio 1x03 (1995)
- Ange Espérandieu, regia di Alain Schwartzstein – film TV (1995)
- Il barone – miniserie TV (1995)
- Mon père avait raison, regia di Roger Vadim – film TV (1996)
- Un homme est tombé dans la rue, regia di Dominique Roulet – film TV (1996)
- Père et fils, regia di Klaus Biedermann – film TV (1997)
- Le Grand Batre, regia di Laurent Carcélès – film TV (1997)
- Dossiers: Disparus – serie TV, 12 episodi (1998-2000)
- Route de nuit, regia di Laurent Dussaux – film TV (2000)
- Docteur Sylvestre – serie TV, episodio 7x04 (2001)
- Louis Page – serie TV, episodio 1x04 (2001)
- Joséphine, ange gardien – serie TV, episodio 6x01 (2002)
- Il comandante Florent (Une femme d'honneur) – serie TV, episodio 6x02 (2003)
- Moments de vérité, regia di Bruno Carrière – film TV (2004)